# هورست ليندة
هورست ليندة (بالألمانية: Horst Linde)‏ (و. 1912 – 2016 م) هو مهندس معماري، وأستاذ جامعي ألماني، ولد في هايدلبرغ، توفي في فرايبورغ، عن عمر يناهز 104 عاماً.

## جوائز
حصل على جوائز منها:
- نيشان استحقاق صليب الضباط لجمهورية ألمانيا الاتحادية (1982)
- وسام الاستحقاق لبادن-فورتمبيرغ
- نيشان استحقاق صليب الضباط لجمهورية ألمانيا الاتحادية